# Pterasteridae
Famille
Les Pterasteridae sont une famille d'étoiles de mer (Asteroidea) de l'ordre des Velatida.

## Description et caractéristiques
Ce sont des étoiles subpentagonales pourvues de 5 larges bras triangulaires concaves. Leur corps est mou, aplati et souple, et généralement équipé au centre du disque central d'un organe en valve appelé osculum. La plupart des espèces vivent en eaux froides (de l'Arctique à l'Antarctique), ainsi que dans les abysses.
La plupart des espèces sont caractérisées par leur faculté à produire un épais mucus défensif, qui repousse les prédateurs tels que les étoiles carnivores du genre Solaster.

## Liste des genres
Selon World Register of Marine Species (15 février 2021) :
- Amembranaster Golotsvan, 1998 -- 1 espèce
- Benthaster Sladen, 1882 -- 3 espèces
- Calyptraster Sladen, 1882 -- 5 espèces
- Diplopteraster Verrill, 1880 -- 7 espèces
- Euretaster Fisher, 1940 -- 3 espèces
- Hymenaster Thomson, 1873 -- 51 espèces
- Hymenasterides Fisher, 1911 -- 2 espèces
- Pteraster Müller & Troschel, 1842 -- 46 espèces

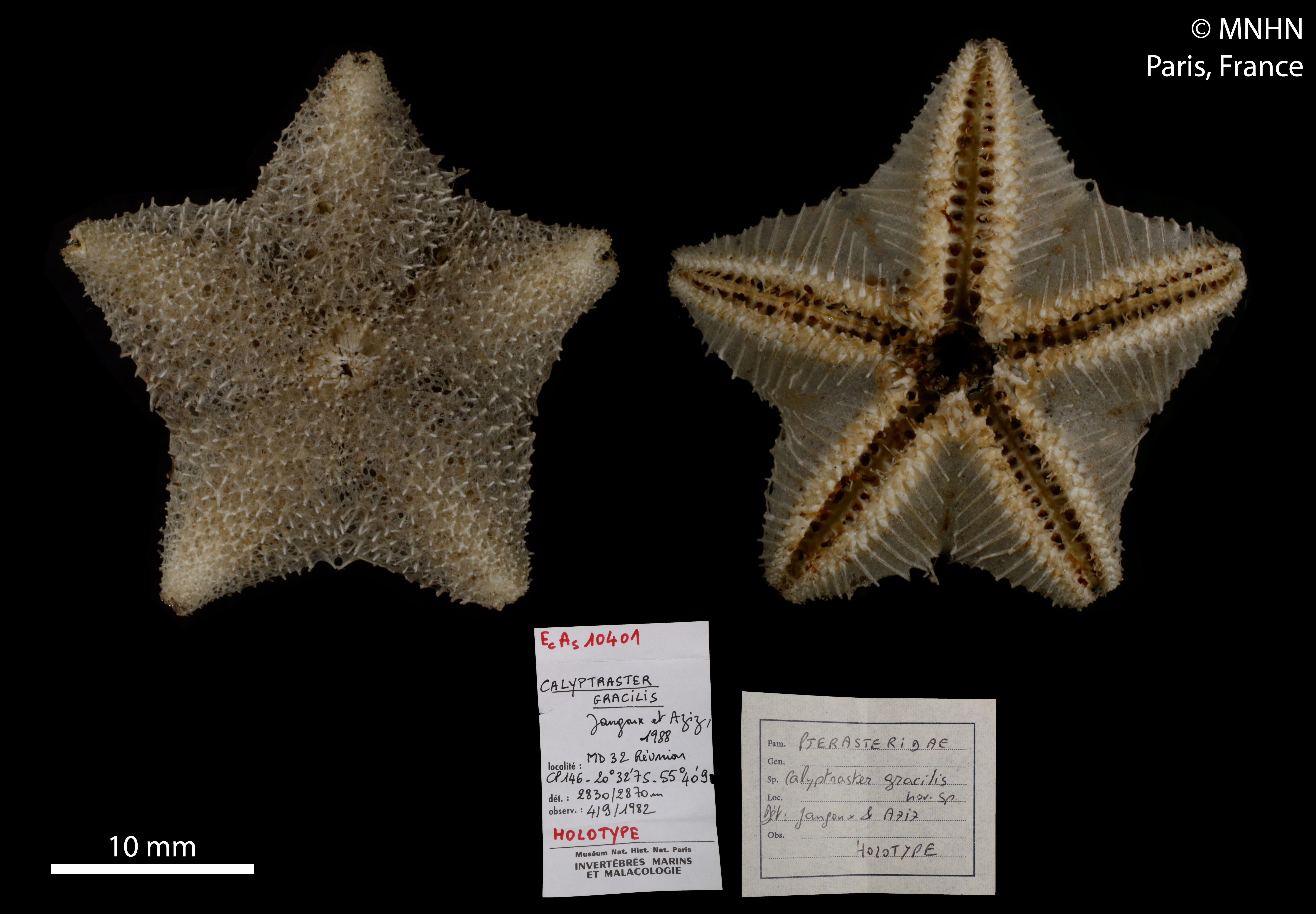
Calyptraster gracilis
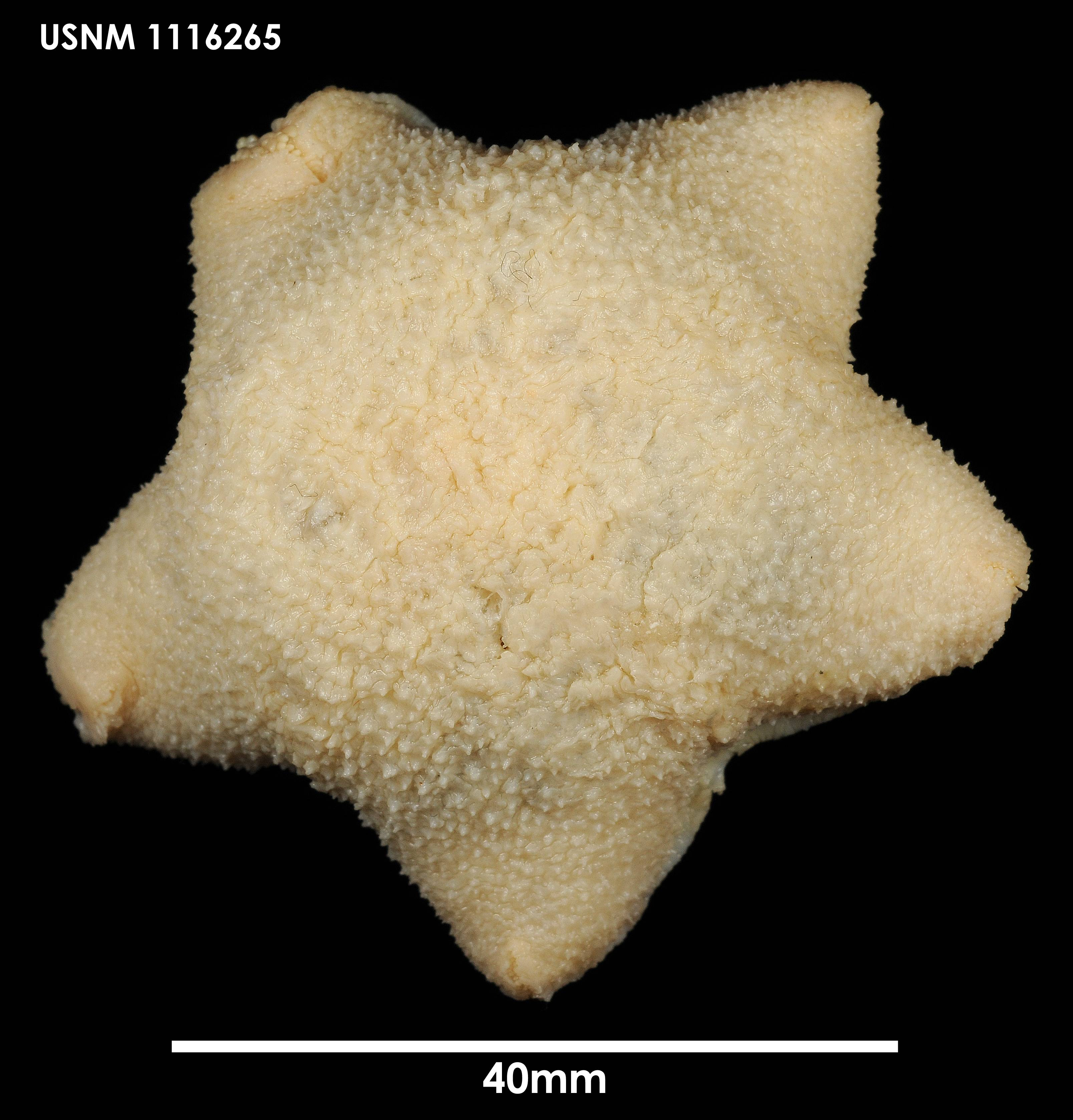
Diplopteraster verrucosus
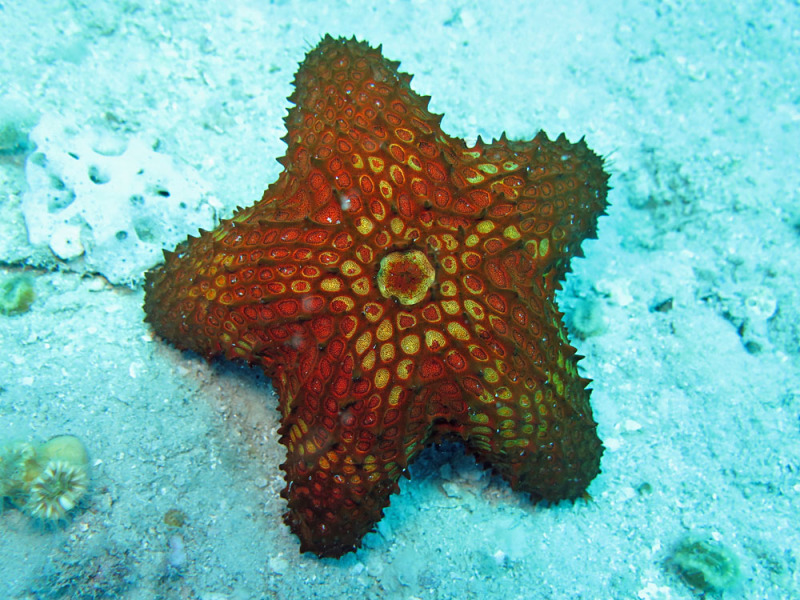
Euretaster insignis
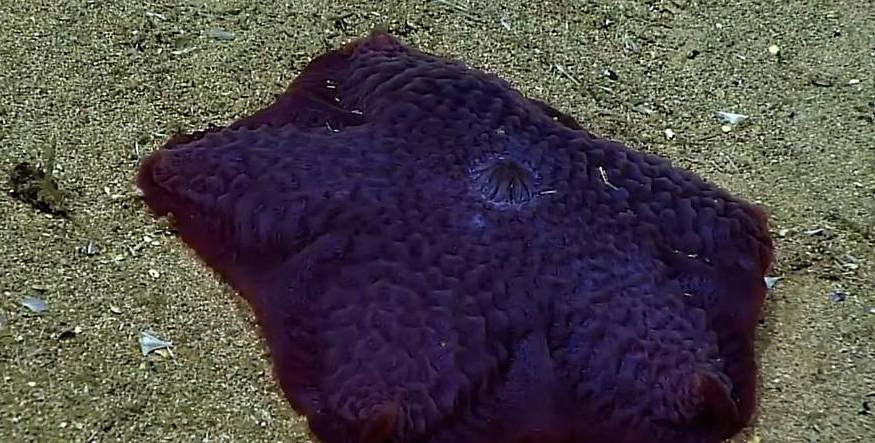
Hymenaster rex
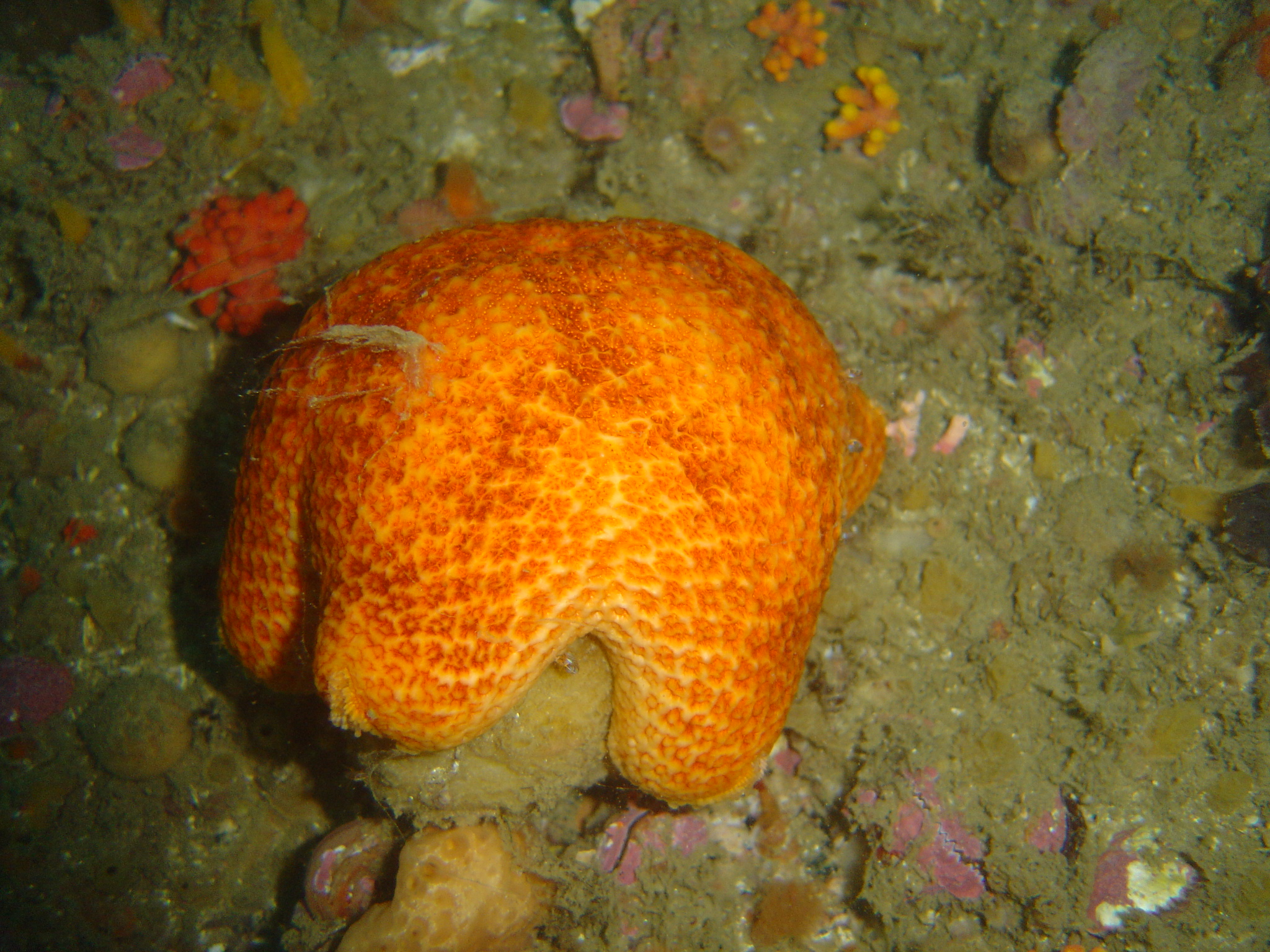
Pteraster capensis
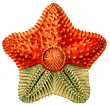
Hymenaster echinulatus